# Sant Pere de Ceret

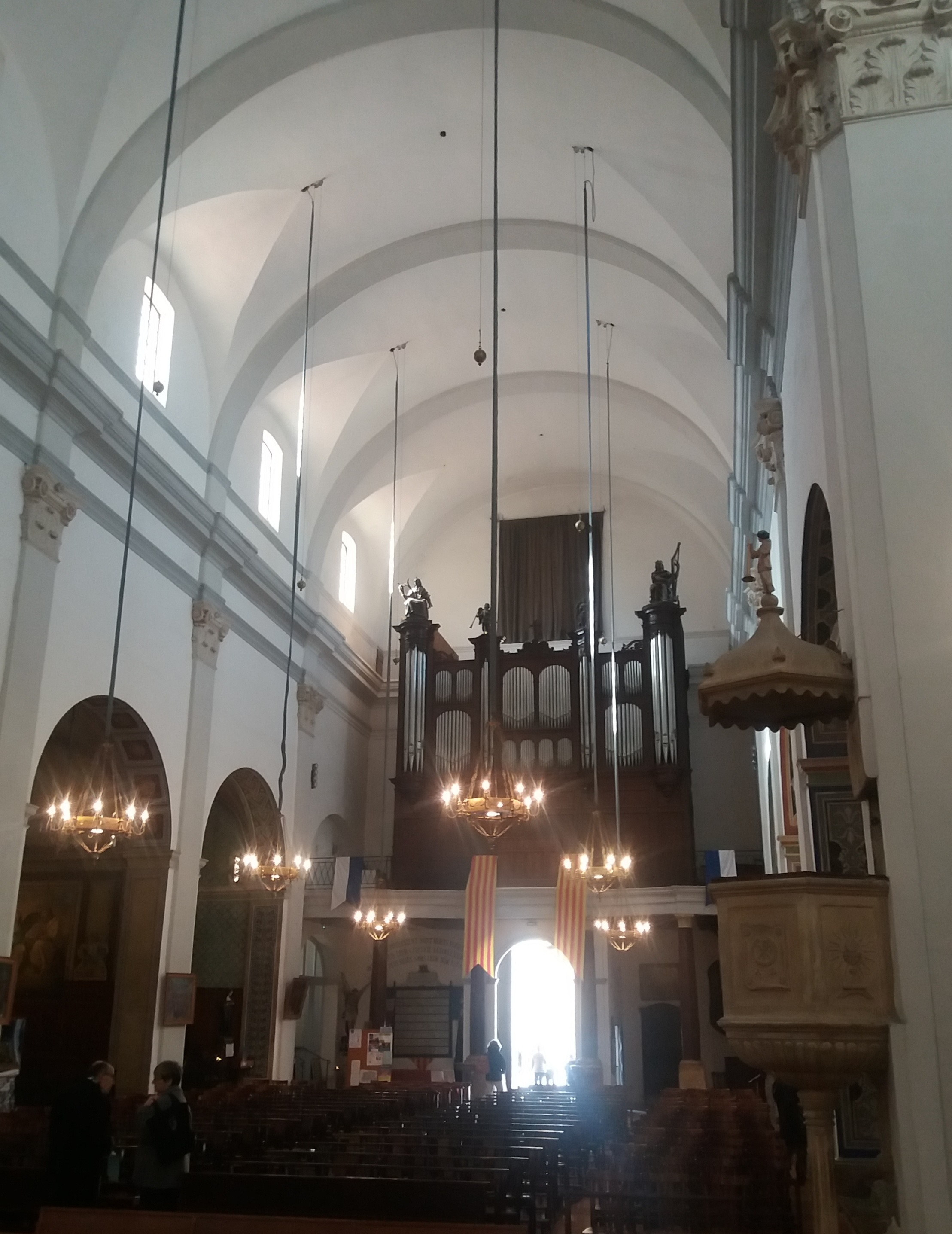
Els peus de la nau, amb el cor i l'orgue

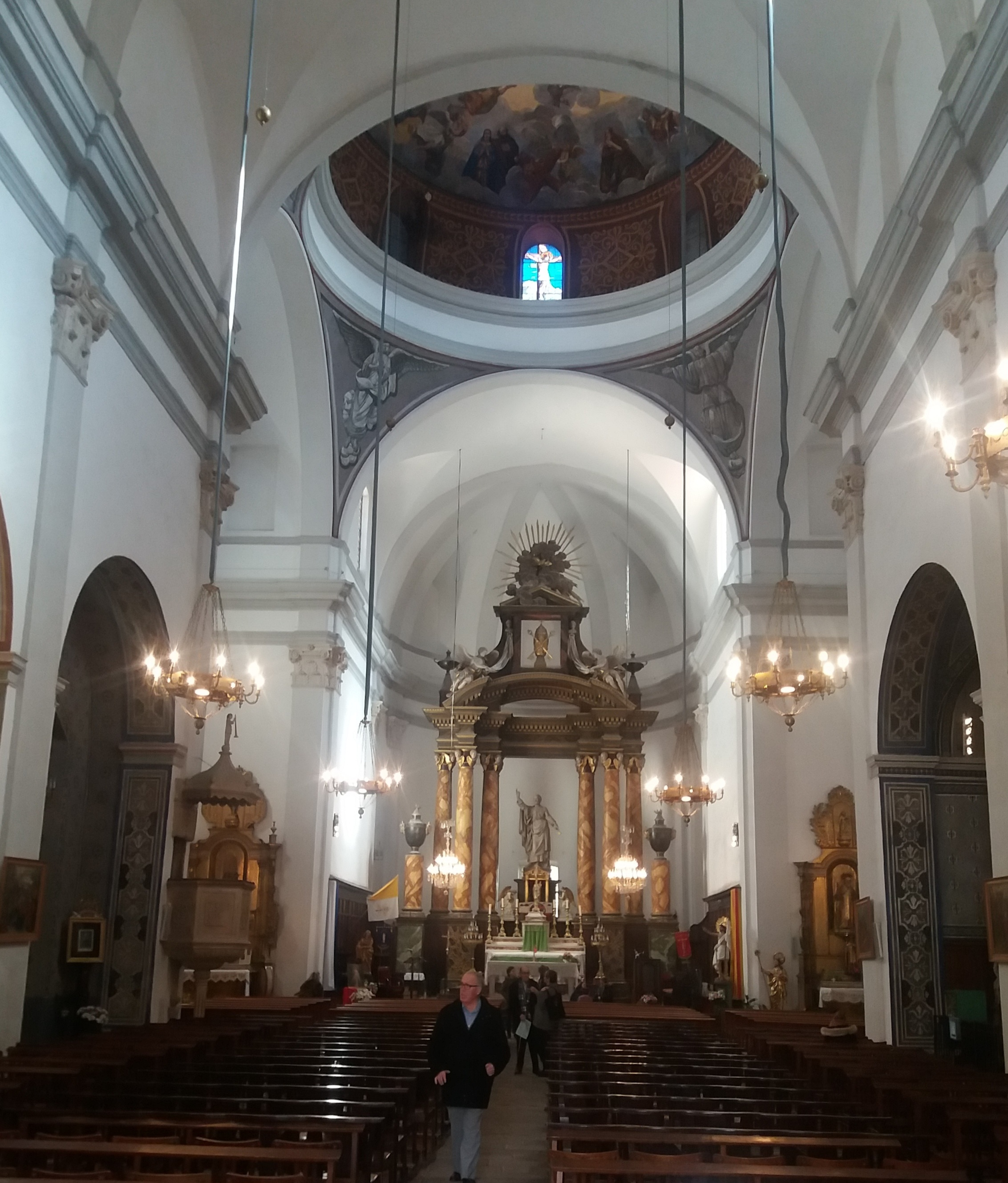
Altar i capçalera de la nau

Sant Pere de Ceret és l'església parroquial de la vila de Ceret, del terme comunal del mateix nom, a la comarca del Vallespir, de la Catalunya del Nord.
Està situada en el punt més alt de la vila de Ceret, al nord del recinte de la seva vila closa i antiga cellera.

## Història
Consta la seva fundació en temps de Carlemany (768 - 814), precisament en un precepte de Lluís el Piadós aquest darrer any de 814. Apareix amplament documentada tot al llarg de les edats mitjana i moderna, El segle xvii va viure la construcció del temple actual, barroc classicitzant, possiblement havent abatut prèviament el vell castell senyorial i tota una part de la primitiva cellera.

## L'església

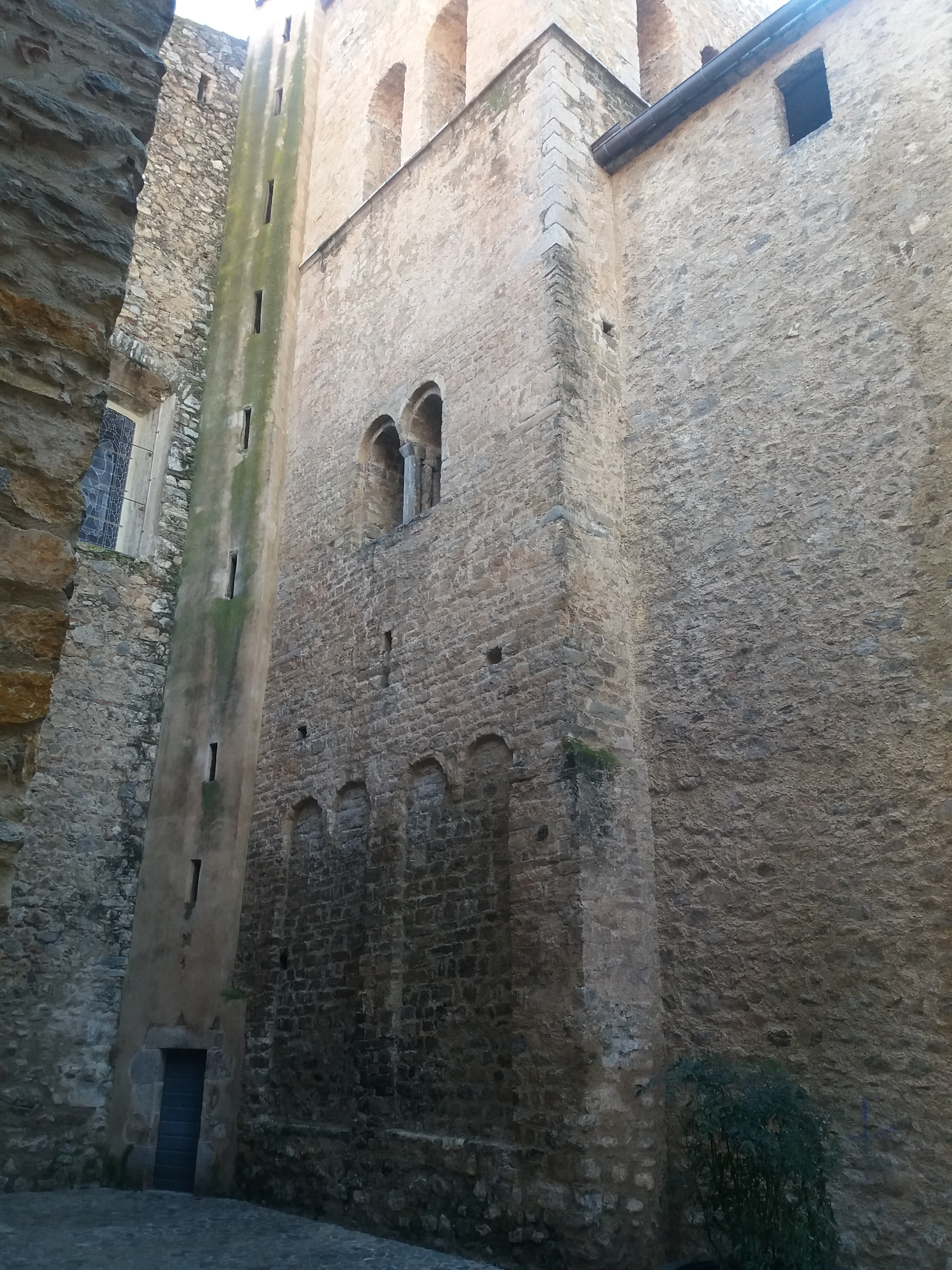
El campanar romànic

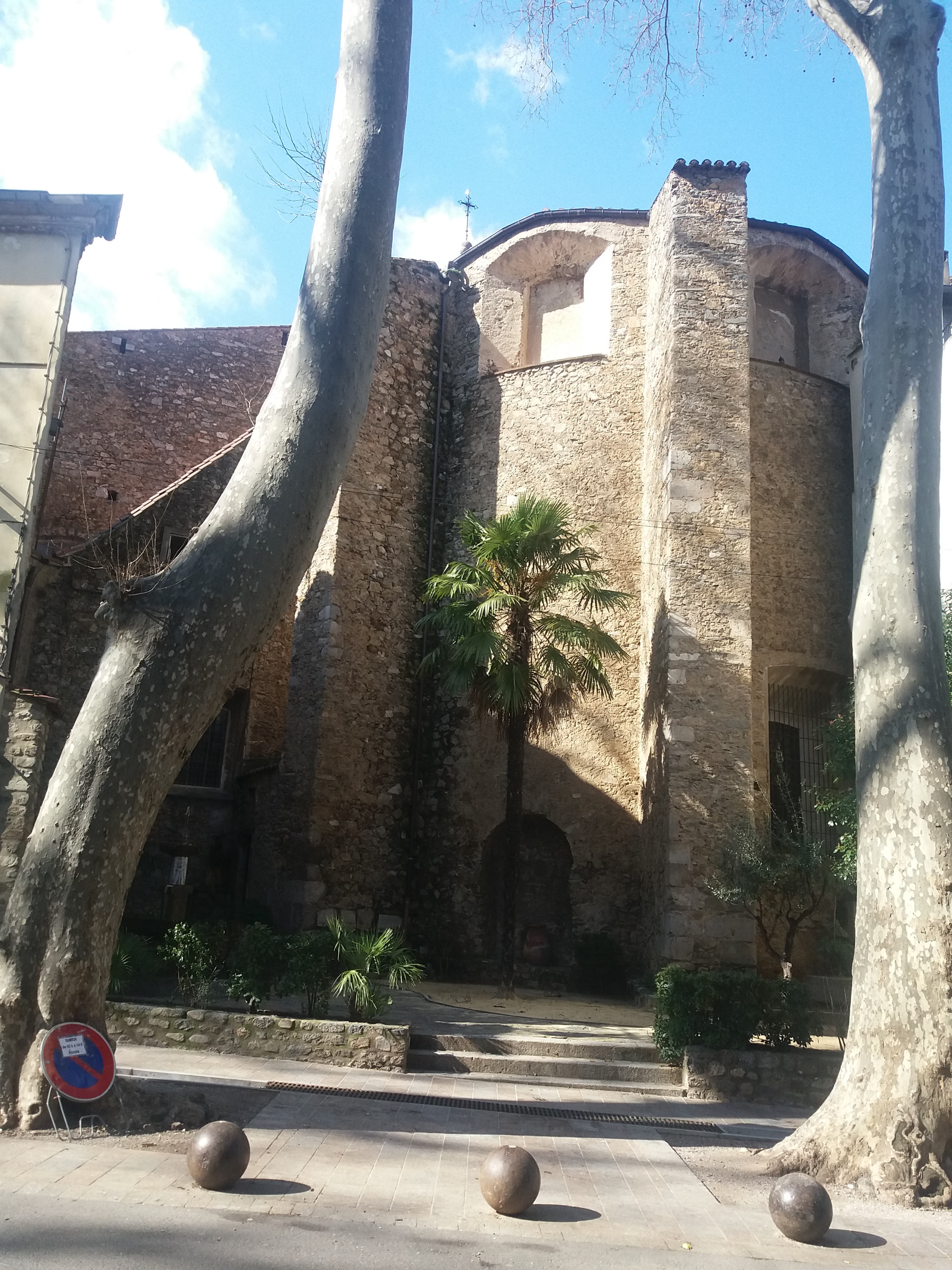
Capçalera de l'església

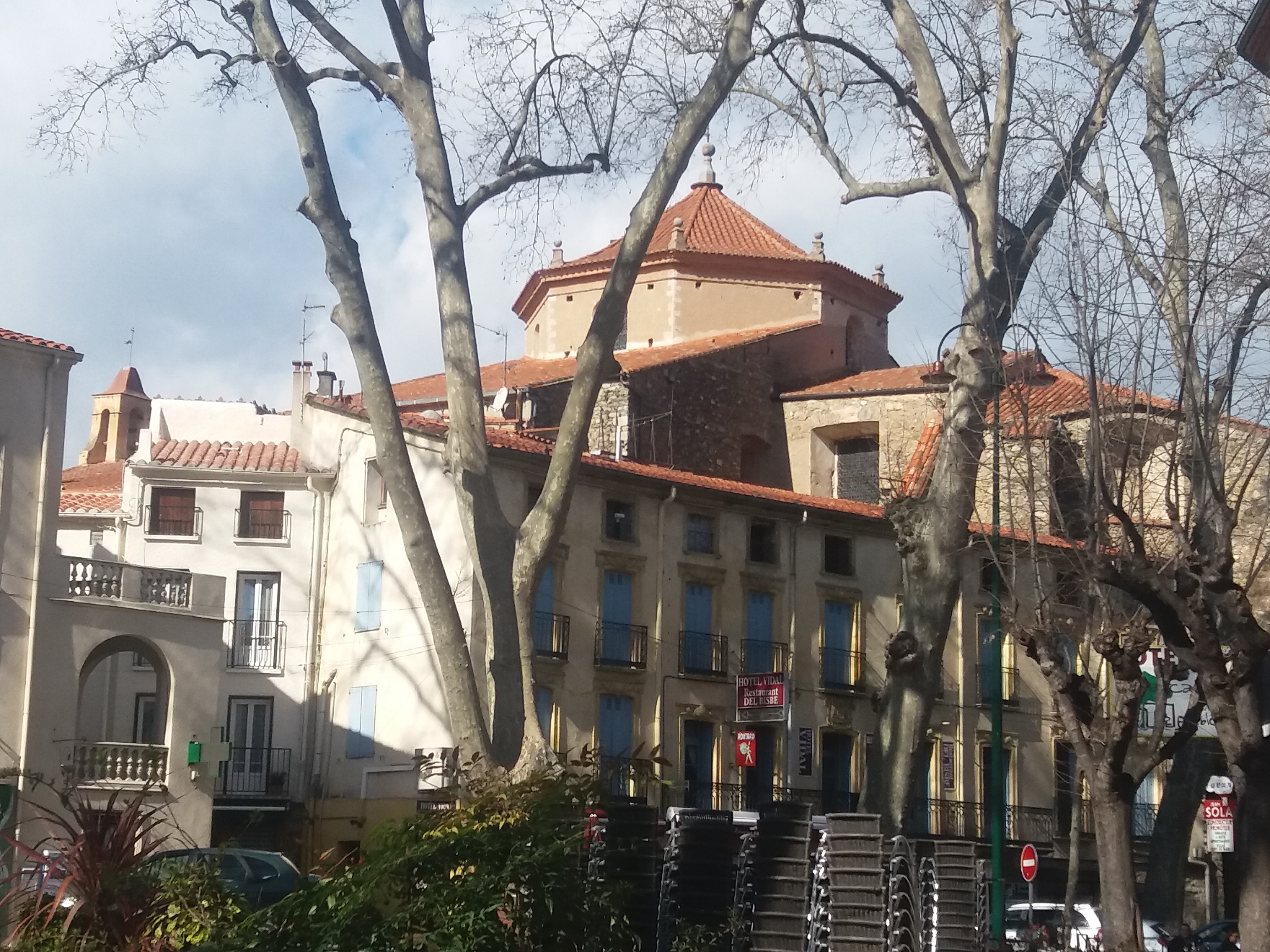
L'església, destacant enmig del poble

L'església parroquial de Sant Pere de Ceret actual és un temple barroc d'una sola nau ampla, amb capelles laterals i absis a llevant. Segueix l'orientació de l'església romànica, però aquesta era molt més petita. Del temple del segle xi conserva sobretot el campanar, que és romànic als pisos inferiors, però ha estat molt retocat diverses vegades en els superiors. De planta rectangular, és en bona part adossat a l'estructura de l'església. A la planta baixa presenta, al costat nord, un parament cec, sense cap obertura, amb dos parells de dues arcuacions llombardes entre lesenes. Al primer pis, també romànic, exempt de decoració llombarda, té una finestra geminada, o biforada, amb dos arcs de mig punt en gradació. Alguns paraments més es poden observar a l'exterior: uns 6 metres de llarg del mur de migdia, a l'extrem oriental, fet amb blocs calcaris grossos, damunt dels quals s'alça la paret barroca. L'obra romànica hi assoleix uns 4 m d'alçada. Més cap a ponent, en la mateixa paret, hi ha un altre parament d'uns 3,5 m de llargària d'obra també romànica.
Encastada a la paret al costat de la porta sud de l'església hi ha una làpida sepulcral del 1283, amb el text molt desgastat i l'escut dels Vallicrosa. El nom inscrit a la làpida és Berenguera de Vallicrosa.